# 3473 Sapporo
3473 Sapporo este un asteroid din centura principală, descoperit pe 7 martie 1924 de Karl Reinmuth.